# Rajakivensaaret
Rajakivensaaret är en ö i Finland. Den ligger i sjön Pihlajavesi och i kommunen Puumala i den ekonomiska regionen  S:t Michel och landskapet Södra Savolax, i den södra delen av landet, 240 km nordost om huvudstaden Helsingfors. Öns area är 4,7 hektar och dess största längd är 450 meter i sydöst-nordvästlig riktning.  Notera att namnet antyder att det är fråga om flera öar.